# Амбедкарнагар
Амбедкарнагар (англ. Ambedkar Nagar) — округ в индийском штате Уттар-Прадеш. Образован в 1995 году и назван в честь Бхимрао Амбедкара. Административный центр — город Акбарпур. Площадь округа — 2520 км². По данным всеиндийской переписи 2001 года население округа составляло 2 026 876 человек. Уровень грамотности взрослого населения составлял 58,43 %, что немного ниже среднеиндийского уровня (59,5 %).